# Warrea hookeriana
Warrea hookeriana är en orkidéart som först beskrevs av Heinrich Gustav Reichenbach, och fick sitt nu gällande namn av Robert Allen Rolfe. Warrea hookeriana ingår i släktet Warrea och familjen orkidéer.
Artens utbredningsområde är Peru. Inga underarter finns listade i Catalogue of Life.